# Сефевидское посольство к Людовику XIV
Сефевидское посольство к Людовику XIV — посольство, вызвавшее большой резонанс при французском дворе в 1715 году, в год смерти Людовика XIV. Глава посольства Мухаммед Реза-бек (или Мехмет Риза-бек из французских источников) был высокопоставленным персидским чиновником (калантаром) Эриванского беглербегства. Персидский шах Солтан Хусейн отправил Резу-бека в Париж с посланием и большой свитой, как подобает дипломату могущественной империи.

## Посольство
В марте 1714 года Мухаммед Реза-бек направился во Францию с посланием из государства Сефевидов, переодевшись паломником, поскольку Персия нередко враждовала с Османской империей. Благодаря содействию французского посла в Константинополе Пьеру де Аллёру и его «проницательному драгоману» Этьену Падери посла Резу-бека удалось освободить из заключения и доставить в Марсель (которого он достиг 23 октября 1714 года) и затем в Версаль.

19 февраля 1715 года в 11:00 по местному времени в сопровождении своей свиты Мухаммед Реза-бек верхом въехал в Версаль. Его сопровождали королевские послы и войска Людовика XIV. Описание торжественного прибытия Резы-бека оставил приставленный к персидскому посольству французский администратор из Дома короля барон Луи Николя ле Тонелье де Бретейль:
Десять персов или армян верхом на лошадях с длинными богато украшенными ружьями, придерживаемым у бедра. (…) Армянский купец по имени Агаб Тан отвечает за подарки персидского царя, рядом с ним идёт паж, который несёт курительную трубку. Церемониймейстер и секретарь или мулла, то есть носитель своего закона; следом — переводчик Падердж, следом — Сен-Олон. Посол едет на коне, запряжённом по-персидски, справа от него — маршал Матиньон, слева — барон де Бретейль (…) Персидские и армянские лакеи окружают коня посла (…) Оруженосец посла следом несёт штандарт персидского царя, а за ним шествует паж с саблей (…)
Местные жители из Парижа и окрестностей толпились у дворца, чтобы увидеть посла из восточной страны. Официальный приём посла состоялся в Зеркальной галерее, которую наполнили придворные. Художник Антуан Куапель и секретарь Бозе запечатлели приём посла. Когда Реза-бек вошёл со своим переводчиком, Людовик предоставил ему своего переводчика, говорящего на персидском языке. В этот день в Версале был устроен банкет в честь восточного посла. После обеда Мухаммед Реза-бек простился с королём Людовиком XIV и покинул дворец. Последний раз король говорил с послом 13 августа 1715 года.
За несколько месяцев, проведённых в Версале, Мухаммед Реза-бек провёл переговоры об установлении дипломатических отношений между Персией и Францией, включавшие отправку постоянных послов. Также посол предлагал французской стороне выступить военным союзом против Османской империи. Ухудшившееся здоровье Людовика XIV помешало этим переговорам. Несмотря на это, Мухаммед Реза-бек вернулся в Персию с соглашением о торговле и дружбе между Францией и Персией, подписанным в Версале 13 августа. По результату этого соглашения в Марселе, игравшем важную роль в морской торговле Франции с Востоком, было создано постоянное представительство Персии, первым консулом которого стал Акопджан де Дериджан.
12 сентября 1715 года Реза-бек прибыл в портовый город Гавр, откуда отправился в Великое княжество Московское. Мухаммед Реза-бек вернулся в Ереван в мае 1717 года.

## Влияние на литературу
Хотя историческое влияние на отношения двух государств — Персии и Франции — было невелико, визит Мухаммеда Резы-бека произвёл сильное впечатление на придворное общество. Слухи подпитывались фантазиями, заимствованными из персидских «Тысячи и одной ночи», переведённых Антуаном Галланом в 1708 году.
Во время пребывания в Париже посла окружали досужие толки о его необычной персоне. Его неоплаченные счета, роскошный и экзотический образ жизни, предполагаемые любовные истории сошлись в авантюрном романе о прекрасной, неоднократно похищенной грузинке Аманзолиде, написанной в 1716 году. Роман вскорости был переведён на английский (Amanzolide, story of the life, the amours and the secret adventures of Mehemed-Riza-Beg, Persian ambassador to the court of Louis the Great in 1715) и немецкий языки. Немецкий переводчик не постеснялся выпустить популярный французский роман под своим именем. Роман написан в стилистике тюркери, не слишком различая Отоманскую Турцию и Сефевидскую Персию.
В «Персидских письмах» Монтескьё 1725 года сатирическая критика на французское общество была обличена воображаемым персидским homme de bonne volonté («человеком доброй воли»).
В своих «Воспоминаниях» французский военный и дипломат Сен-Симон пишет, что, согласно дворцовым сплетням, Мухаммед Реза-бек на самом деле был вовсе не дипломатом, а обычным купцом из персидских земель, посланным наместником своей провинции во Франции, выставленным в качестве посла министром торговли Поншартреном на радость старого короля. Также он отметил, что «в нём, казалось, не было ничего настоящего, а его манеры были такими же позорными, как его жалкая свита и жалкие подарки». Более того, Реза-бек не предъявил ни верительных грамот, ни поручений от правителя Персии или его министров.